# Kolboda varv

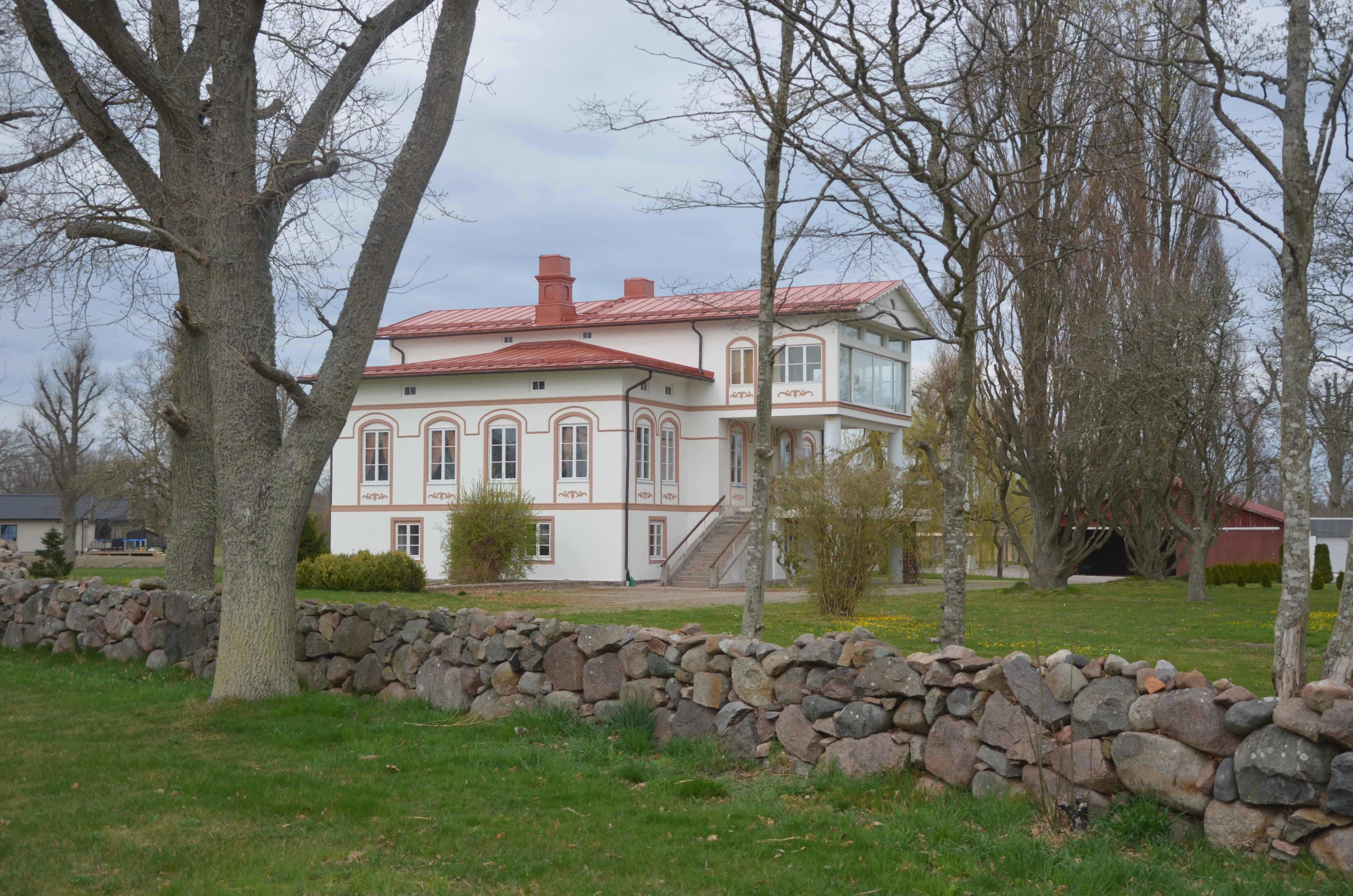
Disponentbostaden på Kolboda varv

Kolboda varv, eller Bröderna Carlsunds varv, var ett svenskt skeppsvarv i Kolboda söder om Kalmar.
Det grundades som ett reparationsvarv för Lovers alunbruk 1787. Det återstartades 1834 av bröderna Johan Fredrik och Clars Rudolf Carlsund från Karlskrona, som tidigare byggt sina första fartyg på Björkenäs skeppsvarv i Björkenäs utanför Kalmar.  Varvet byggde ång- och segelfartyg. Carl Johan Bring var timmerman 1846 och kvarterman 1848-1851.
År 1845 övertogs varvet av skeppsbyggmästaren Herman Olsén från Bornholm, som då var kvarterman hos bröderna Carlsund. Olsén utvecklade varvet, som under 1850- och 1860-talen byggde tre–fyra fartyg årligen, främst skonare och skonerter för Östersjö- och Nordsjötrafik. Varvet sysselsatte då 60-70 man. Under hela perioden under Olsén, 1845-1895, byggdes över 50 fartyg vid Kolboda.
Herman Olsén lät 1876 uppföra ett stort, italienskinspirerat corps-de-logi på Kolboda gård efter egna ritningar. 
Det sista nybygget, Herman Olsén, byggdes 1891. Varvet lades ner på 1890-talet.

## Byggda fartyg i urval
- 1834 S/S Gustav Wasa, hjulångare
- 1837 S/S Norrland, hjulångare
- 1838 S/S Örnsköld, hjulångare
- 1839 S/S Wikingen, levererad till Arboga Ångfartygs och Rederi Bolag, Arboga[1]
- 1854 Kronan, jakt förbyggd på Kolboda varv för bruksförvaltaren Carl Gustaf Kindberg i Lovers
- 1891 Herman Olsén, det sista nybygget